# Robert Majewski (aktor)
Robert Majewski (ur. 14 lutego 1976 w Warszawie) – polski aktor teatralny i filmowy, artysta kabaretowy.

## Życiorys
W 2001 roku ukończył studia na Wydziale Aktorskim PWSFTviT w Łodzi. Występował na scenach następujących teatrów:
- Teatr Narodowy w Warszawie
- Teatr Studio w Warszawie
- Teatr Wybrzeże w Gdańsku
- Teatr na Woli w Warszawie
- Laboratorium Dramatu w Warszawie

Jest członkiem Kabaretu na Koniec Świata.

## Filmografia
- 2002: Graczykowie, czyli Buła i spóła (odc. 41)
- 2003−2012: Na Wspólnej − dziennikarz
- 2003: Bao-Bab, czyli zielono mi (odc. 12)
- 2005: Plebania − Rafał
- 2006: Magda M. − Czarek Torzecki (odc. 28 i 30)
- 2007−2009: Tylko miłość − krytyk
- 2007: Kryminalni − sąsiad Batora (odc. 88)
- 2007: Barwy szczęścia − sprzedawca w sklepie jubilerskim (odc. 35)
- 2008: Twarzą w twarz − prokurator
- 2008: Pitbull − Krzysztof (odc. 21)
- 2008−2009: BrzydUla − informatyk Sławek
- 2011: Siła wyższa − ojciec Robert
- 2012: Prawo Agaty − Cezary (odc. 14 i 15)
- 2013–2016: Ranczo − prokurator Jędruś, kuzyn Wezółowej
- 2017: Ucho prezesa − prezes Rady Mediów Narodowych (odc. 2)
- 2018: O mnie się nie martw − Maciek, mąż Ewy (odc. 110)
- 2018: Okna, okna
- 2019: W rytmie serca − psychofan Kiry (odc. 56)
- 2019: Pod powierzchnią − prawnik Marty (odc. 11)
- 2020: Mały zgon − pan Kamiński (odc. 5)
- 2020: Barwy szczęścia − projektant Dario (odc. 2252)
- 2020: Nieobecni − lekarz Kuby Olechnowicza (odc. 6)
- 2022: Apokawixa – doradca

### Dubbing
- 2022: Doktor Strange w multiwersum obłędu – Nicodemus West[1]

## Nagrody i odznaczenia
- Nagroda dyrektora Teatru Narodowego w Warszawie (2001)
- Nagroda (Złoty Kran) studentów Politechniki Łódzkiej na XIX Festiwalu Szkół Teatralnych w Łodzi (2001)